# Westmalle
 Westmalle je značka belgického piva, které se vyrábí v pivovaru Abdij der Trappisten van Westmalle ve městě Malle v provincii Antverpy.

## Druhy piva značky Westmalle
- Westmalle Dubbel trapista s obsahem alkoholu 7,0 %.
- Westmalle Tripel trapista s obsahem alkoholu 9,5 %.

Tato piva typu trapista se dokváší v lahvích a mají neomezenou trvanlivost.